# 南羽生駅

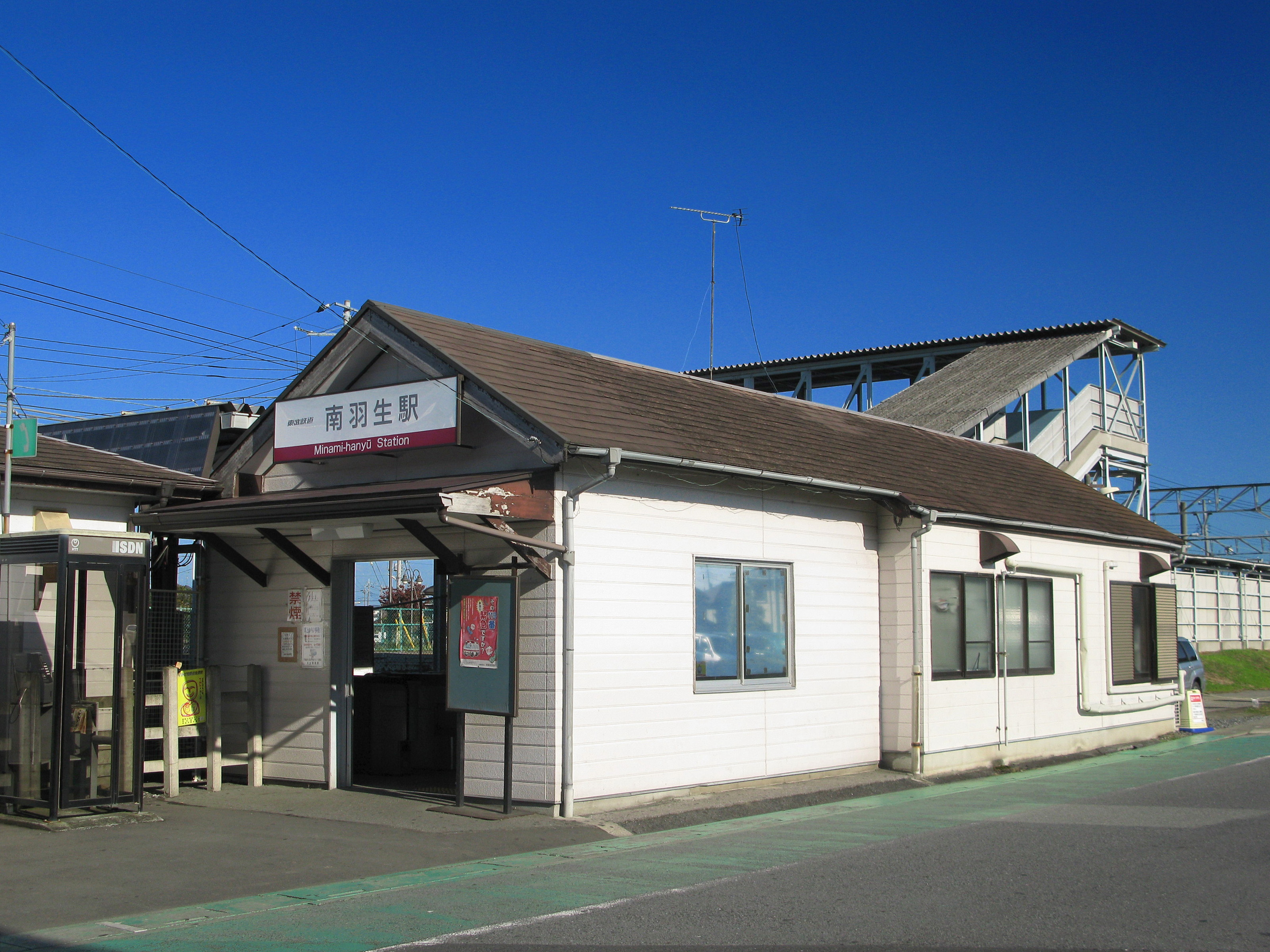
リニューアル前の駅舎（2012年10月）

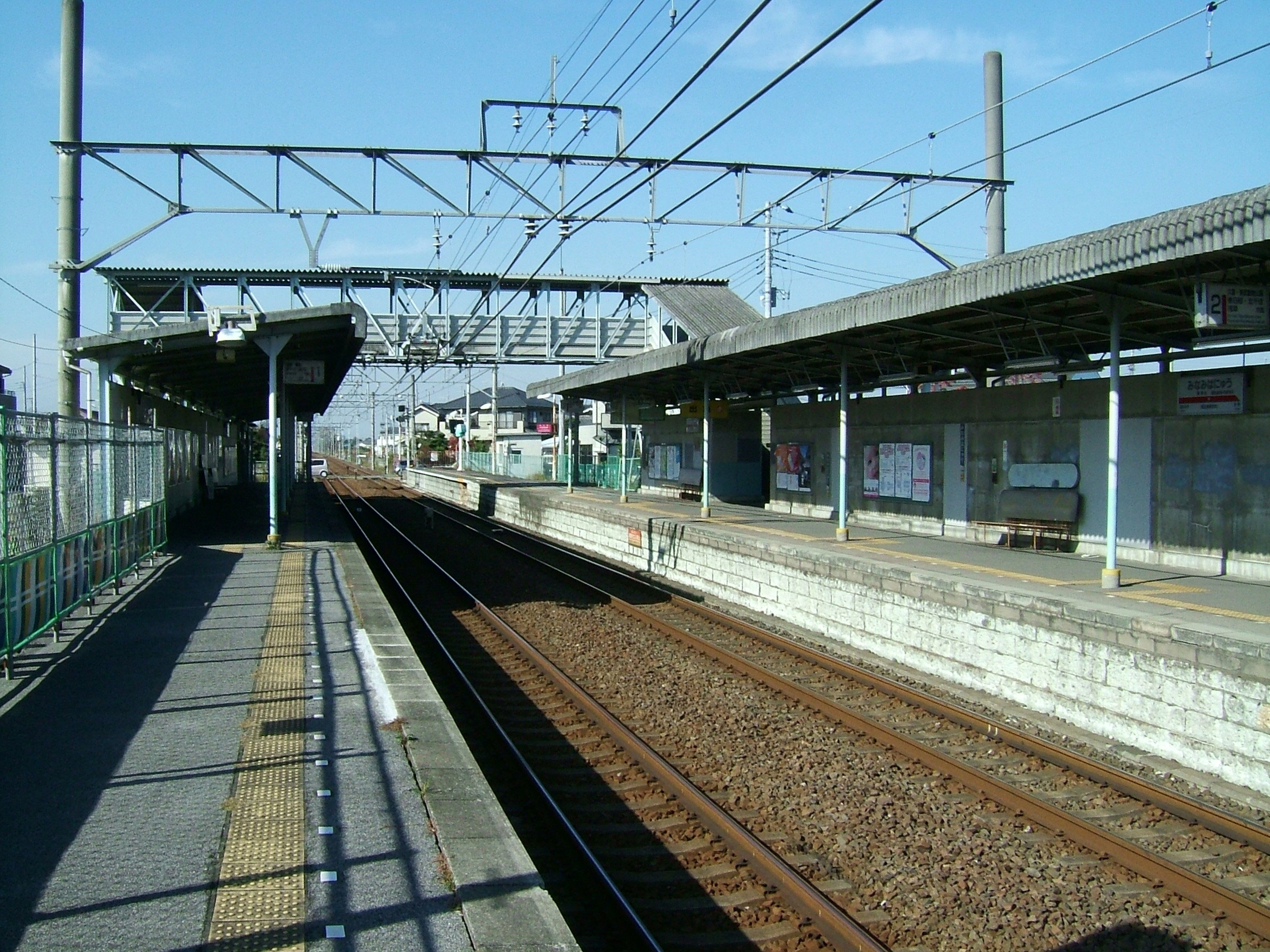
ホーム（2008年11月）

南羽生駅（みなみはにゅうえき）は、埼玉県羽生市南羽生一丁目にある、東武鉄道伊勢崎線の駅である。駅番号はTI 06。

## 年表
- 1903年（明治36年）9月13日 - 須影（すかげ）駅として開業[1][2]。
- 1908年（明治41年）8月15日 - 廃止[3][2][4]。
- 1927年（昭和2年）4月1日 - 再開業[2][4][5]。
- 1968年（昭和43年）9月1日 - 南羽生駅に改称。この際加須駅方面へ100 m移動した[6]。
- 2006年（平成18年）3月18日 - ダイヤ改正に伴い準急が区間急行に名称変更され大幅に本数が削減されると同時に日中の運用形態が久喜駅で系統分割され、日中に浅草駅に向かう列車がなくなった。日中の時間帯は久喜駅－館林駅及び太田駅間を結ぶ普通列車の運用となった。また、区間準急の新たな停車駅となった。[要出典]
- 2012年（平成24年）3月17日 - TI 06の駅ナンバリングを導入。
- 2013年（平成25年）3月25日 - 発車メロディを導入。
- 2016年（平成28年）3月下旬 - バリアフリー化（エレベーター・スロープ・多機能トイレの新設、既存トイレの改修）。
- 2024年（令和6年）3月26日 - LED式発車標を導入。

## 駅構造
相対式ホーム2面2線を有する地上駅。駅舎は伊勢崎方面ホーム側にあり、各ホーム間は跨線橋により連絡している。
下り1番線ホーム上に北千住起点56キロポストがある。

### のりば
| 番線 | 路線     | 方向 | 行先                                                                                 |
| ---- | -------- | ---- | ------------------------------------------------------------------------------------ |
| 1    | 伊勢崎線 | 下り | 館林・足利市・太田方面                                                               |
| 2    | 伊勢崎線 | 上り | 久喜・東武動物公園・ 東武スカイツリーライン 北千住・とうきょうスカイツリー・浅草方面 |

- 上記の路線名は旅客案内上の名称（「東武スカイツリーライン」は愛称）で表記している。

## 利用状況
2024年度の1日平均乗降人員は3,326人である。
近年の1日平均乗降人員の推移は下記の通り｡
| 年度               | 1日平均 乗降人員 | 1日平均 乗車人員 | 出典                |
| ------------------ | ---------------- | ---------------- | ------------------- |
| 1998年（平成10年） | 2,814            |                  |                     |
| 1999年（平成11年） | 2,801            | 1,443            | [ * 1 ]             |
| 2000年（平成12年） | 2,977            | 1,533            | [ * 2 ]             |
| 2001年（平成13年） | 3,111            | 1,581            | [ * 3 ]             |
| 2002年（平成14年） | 3,160            | 1,606            | [ * 4 ]             |
| 2003年（平成15年） | 3,172            | 1,610            | [ * 5 ]             |
| 2004年（平成16年） | 3,224            | 1,636            | [ * 6 ]             |
| 2005年（平成17年） | 3,190            | 1,619            | [ * 7 ]             |
| 2006年（平成18年） | 3,312            | 1,681            | [ * 8 ]             |
| 2007年（平成19年） | 3,445            | 1,758            | [ * 9 ]             |
| 2008年（平成20年） | 3,522            | 1,785            | [ * 10 ]            |
| 2009年（平成21年） | 3,596            | 1,819            | [ * 11 ]            |
| 2010年（平成22年） | 3,703            | 1,871            | [ * 12 ]            |
| 2011年（平成23年） | 3,802            | 1,902            | [ * 13 ]            |
| 2012年（平成24年） | 3,806            | 1,898            | [ * 14 ]            |
| 2013年（平成25年） | 3,822            | 1,911            | [ * 15 ]            |
| 2014年（平成26年） | 3,775            | 1,887            | [ * 16 ]            |
| 2015年（平成27年） | 3,885            | 1,943            | [ * 17 ]            |
| 2016年（平成28年） | 3,857            | 1,936            | [ * 18 ]            |
| 2017年（平成29年） | 3,853            | 1,933            | [ * 19 ]            |
| 2018年（平成30年） | 3,858            | 1,935            | [ 東武 3 ] [ * 20 ] |
| 2019年（令和元年） | 3,793            | 1,903            | [ 東武 4 ] [ * 21 ] |
| 2020年（令和02年） | 2,794            |                  | [ 東武 5 ]          |
| 2021年（令和03年） | 3,071            | 1,540            | [ 東武 6 ]          |
| 2022年（令和04年） | 3,138            | 1,573            | [ 東武 7 ]          |
| 2023年（令和05年） | 3,262            | 1,636            | [ 東武 8 ]          |
| 2024年（令和06年） | 3,326            | 1,673            | [ 東武 1 ]          |

## 駅周辺

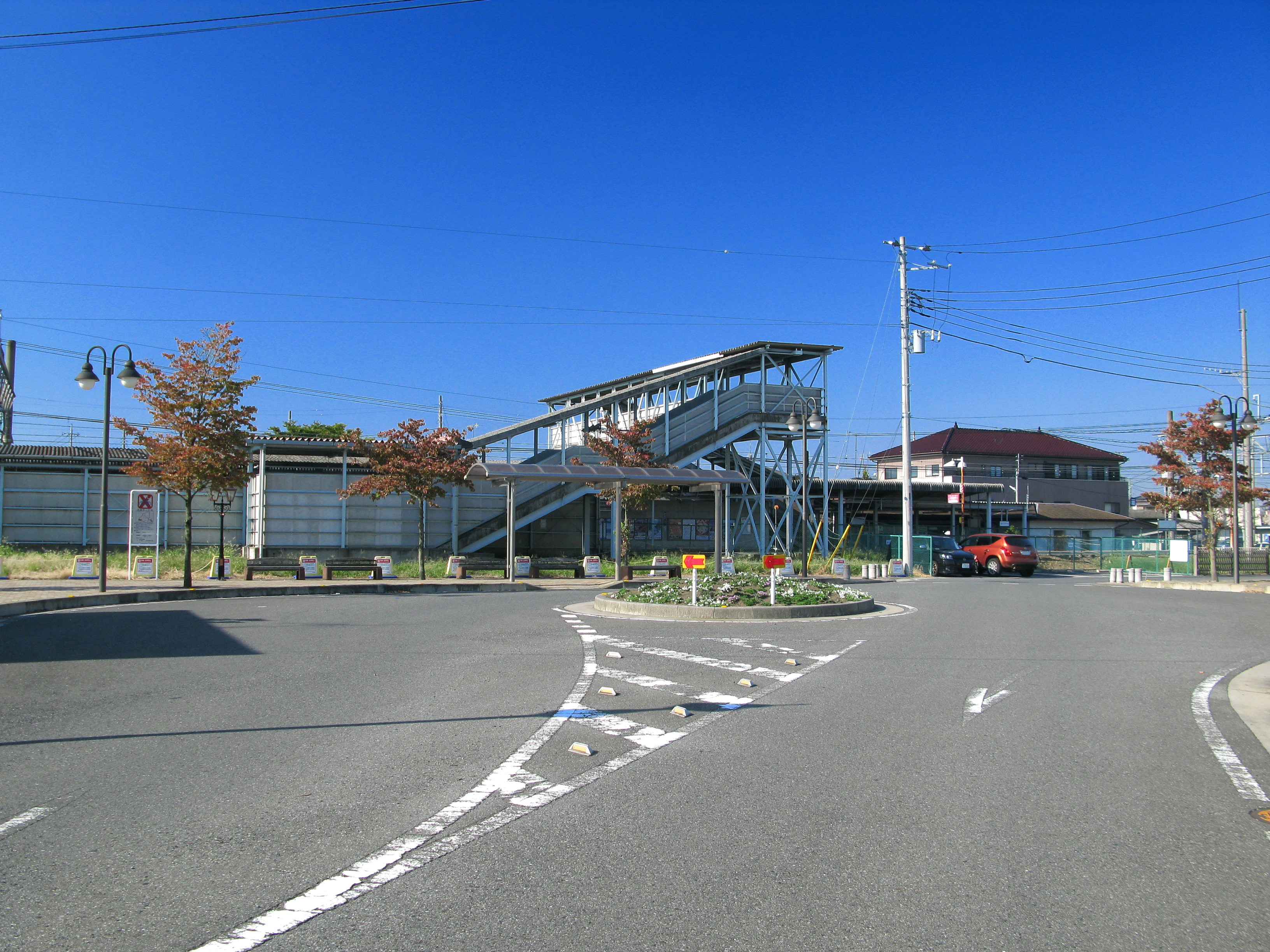
東側ロータリー

駅周辺は住宅地である。駅を挟んだ西側と東側にロータリーおよび自転車預り所が設けられている。
駅東側にロータリーが整備されているが、2016年8月現在、東側に駅改札口および出入口は設置されていない。これは駅周辺で区画整理事業が行われた際、将来の駅橋上化に伴い出入口が東側にも設置されることを見越して整備されたものである。駅東側から出入口まで行くには、近くの踏切を渡って西側の出入口まで迂回する必要がある。
- 羽生手子林郵便局
- JAほくさい手子林支店
- むさしの村
- 国道122号
- 埼玉県立誠和福祉高等学校
- 羽生市立手子林小学校
- 羽生市立須影小学校
- イオンモール羽生 - 路線バスは羽生駅発着
- 天然温泉 羽生湯ったり苑
- 埼玉県道412号南羽生停車場線
- 埼玉県道129号加須羽生線

## 路線バス
最寄りのバス停は「南羽生駅」停留所である。
| 乗り場   | 系統                   | 行先   | 運行会社       | 備考     |
| -------- | ---------------------- | ------ | -------------- | -------- |
| 南羽生駅 | 須影・岩瀬ルート       | 市役所 | あい・あいバス | 平日運行 |
| 南羽生駅 | 手子林・三田ヶ谷ルート | 市役所 | あい・あいバス | 平日運行 |

## 隣の駅
東武鉄道
 伊勢崎線
■区間急行・■区間準急・■普通
加須駅 (TI 05) - 南羽生駅 (TI 06) - 羽生駅 (TI 07)